# Neuf Ministères
Le système dit des Neuf Ministères (chinois traditionnel : 九卿) est un nom collectif désignant les neuf officiers impériaux principaux sous la Dynastie Han (206 av. J.-C. – 220) ainsi que sous la Dynastie Ming (1368-1644).

## Dynastie Han
Sous la Dynastie Han, les neuf officiers étaient (1) le Ministre des Cérémonies (太常), (2) le Superviseur des Préposés (光祿勳), (3) le Commandant de la Garde (衛尉), (4) le Grand Serviteur (太僕), (5) le Commandant de la Justice (廷尉), (6) le Grand Héraut (大鴻臚), (7) Directeur du Clan Impérial (宗正), (8) le Grand Ministre de l'Agriculture (大司農), et (9) le Petit Trésorier (少府).

## Ministre des Cérémonies
Ministre des Cérémonies (太常), généralement décrit comme le maitre religieux du gouvernement, était responsable des cérémonies dans les temples aux ancêtres impériaux, ainsi que chargé de l'astronomie, astrologie, et de l'enregistrement des activités quotidiennes de l'empereur. Il avait également à superviser les opérations de l'Académie Impériale, sélectionnant et examinant les étudiants. Si le profil de l'un de ces étudiants correspondait à un office précis, il était également responsable de le signaler et recommander à l'empereur.
Leur salaire de chacun des neuf ministres était de 2 000 boisseaux de riz, sur une échelle allant de 10 000 pour les trois conseillers impériaux, à cent boisseaux pour les fonctionnaires de base.

## Ming
Le terme des Neuf Ministres peut aussi faire référence aux neuf officiers de plus haut rang sous la Dynastie Ming, qui correspondaient aux fonctionnaires respectivement à la tête des Trois départements et six ministères (donc les directeurs du Censorat, de l'Office de Transmission, de la Grande Cour de Révision, des Six Ministères).
Durant la dynastie Ming les offices étaient divisées en 9 grades, chacun divisé en 2 degrés, allant ainsi du grade "1a" (sommet) au grade le plus bas "9b". La réforme des grades de 1380 change l'ordre. Le rang de Chancelier est aboli. Les Six ministres passent du rang 3a au rang au rang 2a. Pour les responsables des 3 départements, Le Grand Censeur à la tête du Censorat passe du rang 1b au rang 2a, tandis que le responsable de l'Office de Transmission et celui de la Grande Cour de Révision passent au rang 3a,.